# Rainer Walter Scora
Rainer Walter Scora (Mokra, Silesia; 5 de diciembre de 1928) es un botánico y horticultor estadounidense.
Botánico nacido en Prusia, Rainer Scora llegó a profesor emérito de botánica en la Universidad de California en Riverside, donde pasó muchos años investigando extractos de plantas para inhibir tumores y otros efectos medicinales. Su interés en las variedades de aguacates, le llevó al establecimiento de una colección activa de germoplasma en la UC Riverside, basada en parte en sus colecciones de semillas de México.

## Algunas publicaciones
- 1964. Interspecific Relationships in the Genus Monarda (Labiatae), v. 41 de la Universidad de California, publicaciones en Botánica. Edición ilustrada de Books on Demand, 77 p. ISBN 0598199500, ISBN 9780598199508.
- 1969. El género Monarda en México. BoL. Soc. BoT. MÉXICO 30: 31-71.
- Asim Esen, Rainer W. Scora. 1977. Amylase Polymorphism in Citrus and Some Related Genera. Am. J. Bot. 64 (3): 305-309
- Peter E. Scora, Rainer W. Scora. 1991. “Some Observations on the Nature of Papyrus Bonding.” Journal of Ethnobiology 11: 193–202.

### Capítulos de libros
- 2017. The Lime: Botany, Production and Uses. Editores M Mumtaz Khan, Rashid Al-Yahyai, Fahad Al-Said. 2º capítulo Systematic Classification. Editó CABI, 235 p. ISBN 1780647840, ISBN 9781780647845